# Hedblomsterkronmal
Hedblomsterkronmal (Bucculatrix gnaphaliella) är en fjärilsart som beskrevs av Treitschke 1833. Hedblomsterkronmal ingår i släktet Bucculatrix och familjen kronmalar. Arten är nationellt utdöd i Sverige. Inga underarter finns listade i Catalogue of Life.

## Bildgalleri

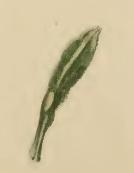
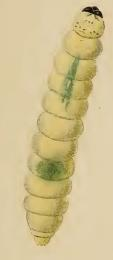